# Grewia pachycalyx
Grewia pachycalyx är en malvaväxtart som beskrevs av Karl Moritz Schumann. Grewia pachycalyx ingår i släktet Grewia och familjen malvaväxter. Inga underarter finns listade i Catalogue of Life.